# Bartramia nevadensis
Bartramia nevadensis är en bladmossart som beskrevs av C. Müller 1882. Bartramia nevadensis ingår i släktet äppelmossor, klassen egentliga bladmossor, divisionen bladmossor och riket växter. Inga underarter finns listade i Catalogue of Life.